# Hofgarten (Mnichov)

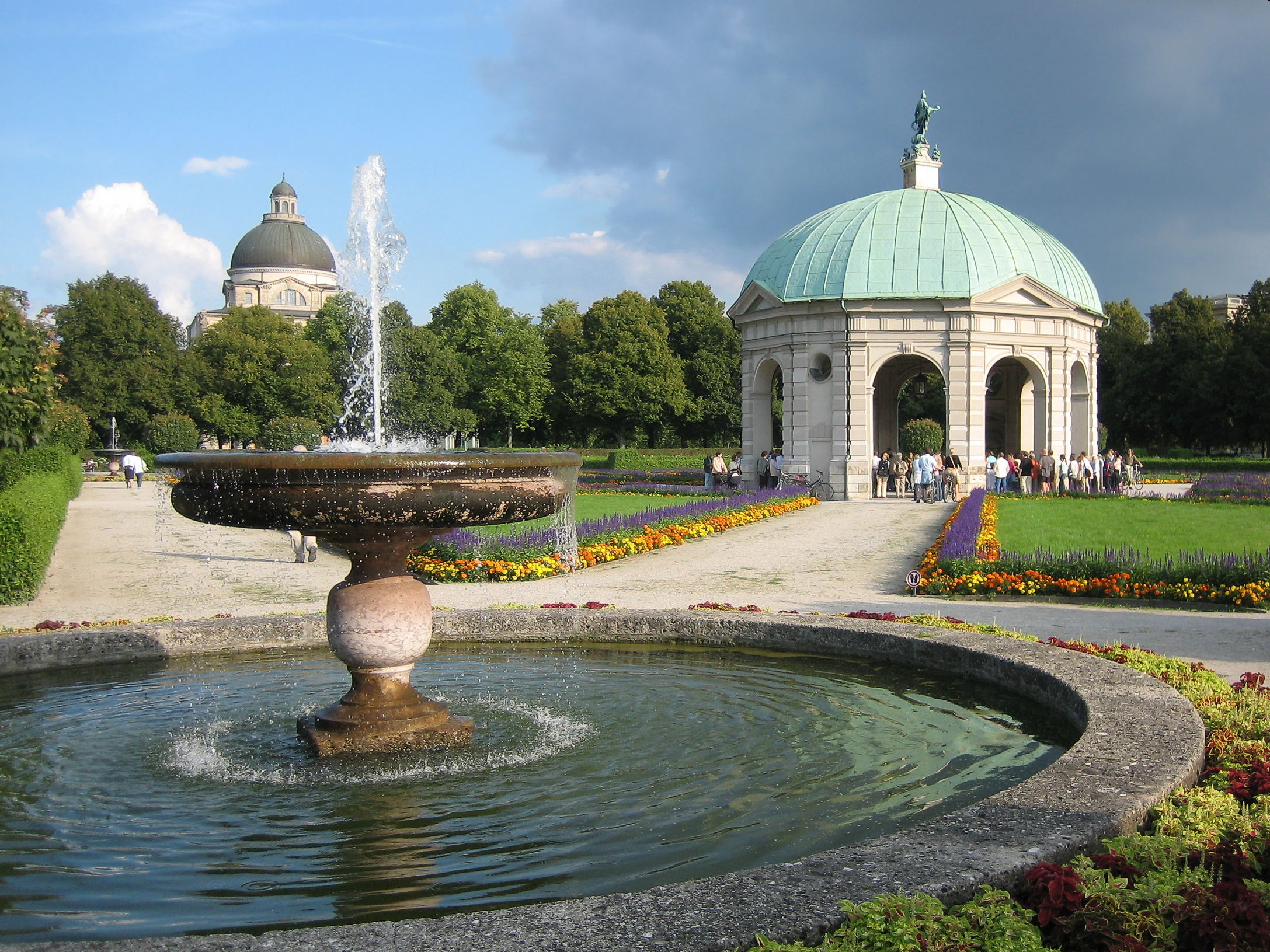
Dianin chrám ve dvorní zahradě Královské rezidence Mnichov (Hofgarten)

Dvorní zahrada (Hofgarten) Královské rezidence Mnichov je barokní park na severním okraji mnichovského starého města.

## Historie
Historie dnešní mnichovské dvorní zahrady Hofgarten začala v roce 1560 za vévody Albrechta V. výstavbou renesanční zahrady s (nezachovalým) zahradním pavilonem (Lusthaus) severně od starší zahrady ze začátku 16. století. Kurfiřt Maxmilian I. Bavorský ji v letech 1613–1617 dále rozšířil do dnešní velikosti.

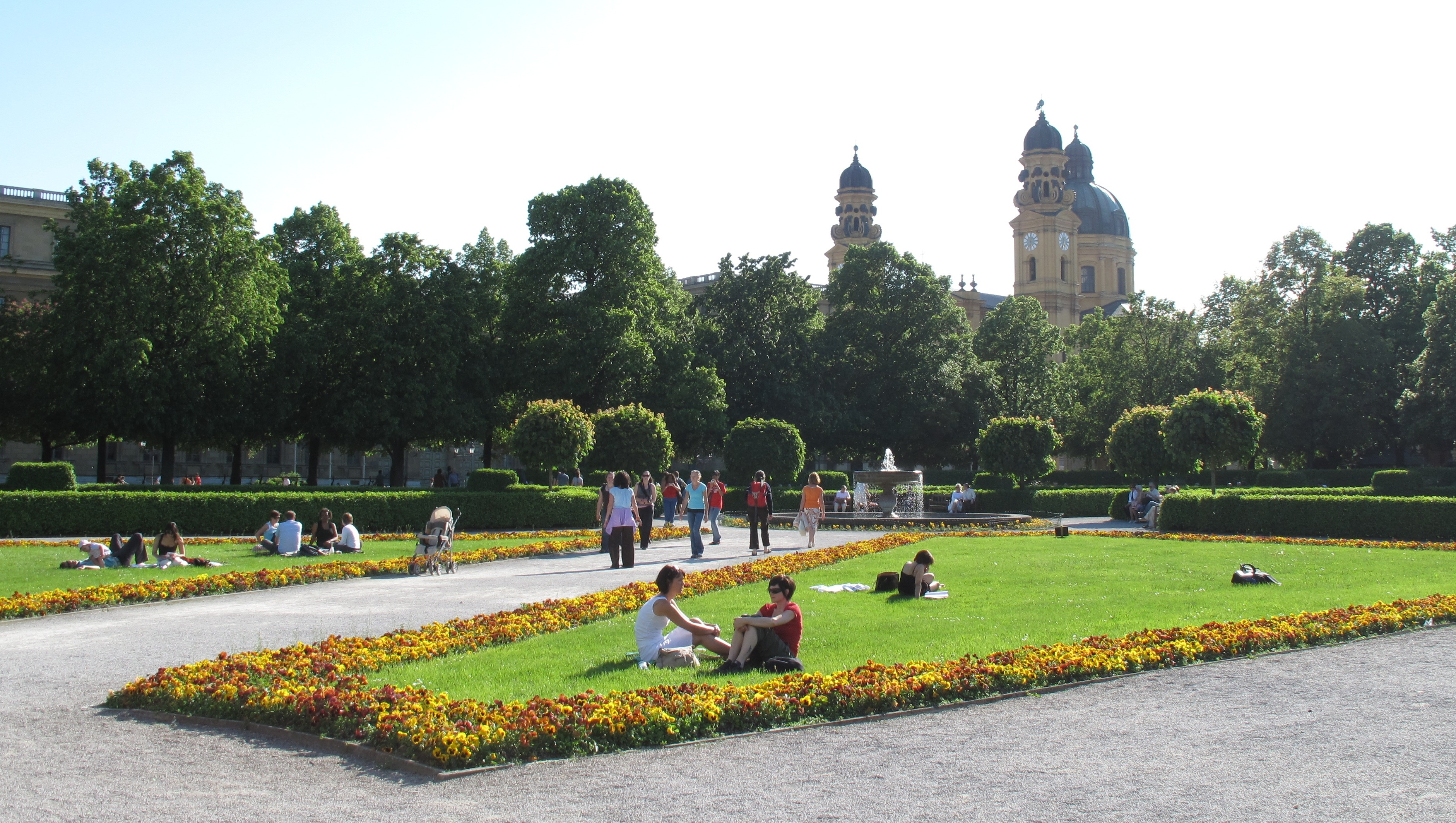
Hofgarten v centru Mnichova s kostelem Theatinerkirche v pozadí

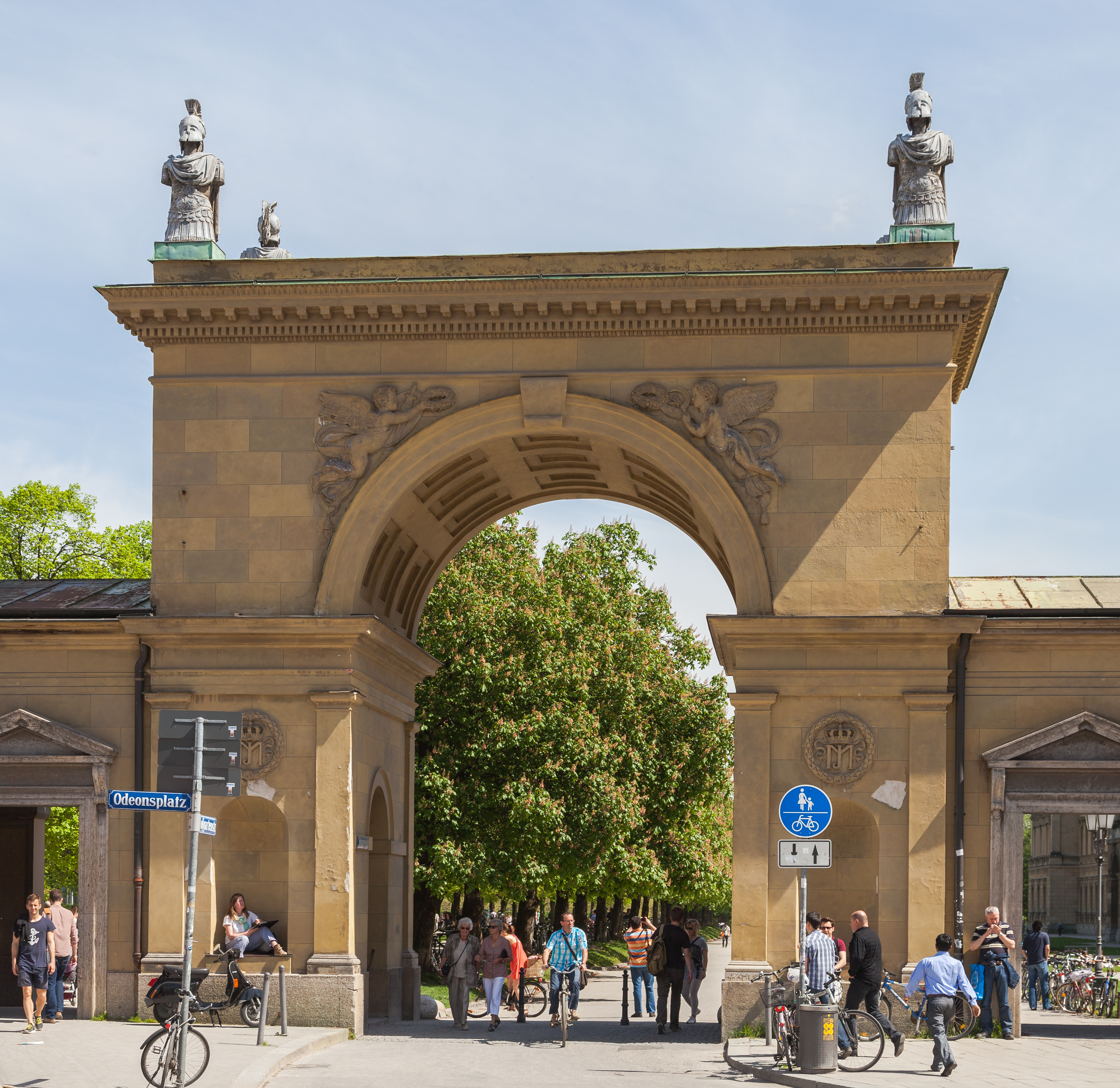
Vstupní brána do Královské zahrady, Mnichov

Hlavní vchod dnes tvoří brána na západní straně zahrady z roku 1816, která směřuje ke kostelu Theatinerkirche. Byla to první mnichovská stavba Lea von Klenze. Zahrada je ze dvou stran ohraničena arkádami (Arkadengänge). Na severní straně je kurfiřtská galerie (Churfürstliche Galerie) v ulici Galeriestraße z let 1780/1781, kterou vytvořil dvorní stavitel Bavorského kurfiřtství Karl Albert von Lespilliez. Dnes se v ní nachází Německé divadelní muzeum (Deutsches Theatermuseum). Na západní straně jsou v arkádách fresky od Petra von Cornelia, které znázorňují epizody z domu Wittelsbachů. Na severozápadě se jako součást nové obytné čtvrti nachází komerční budova (Bazargebäude) postavená v roce 1822 (nebo 1826), která nahradila budovu, v níž se pořádaly rytířské turnaje. Na jihu uzavírá zahradu budova se slavnostními sály (Festsaalbau) Královské rezidence Mnichov, ve které je i nový Herkulův sál. Na východní straně zahrady se nachází Bavorské státní kancléřství (Bayerische Staatskanzlei), jehož centrální stavbou je dochovaná budova s kupolí bývalého Bavorského vojenského muzea (Bayerisches Armeemuseum), jehož postranní křídla byla ve druhé světové válce z velké části zničena. Před zřízením vojenského muzea v roce 1905 zde od roku 1807 stála kasárna a ještě dříve tři rekreační domy (Lusthäuser) v renesančním stylu.

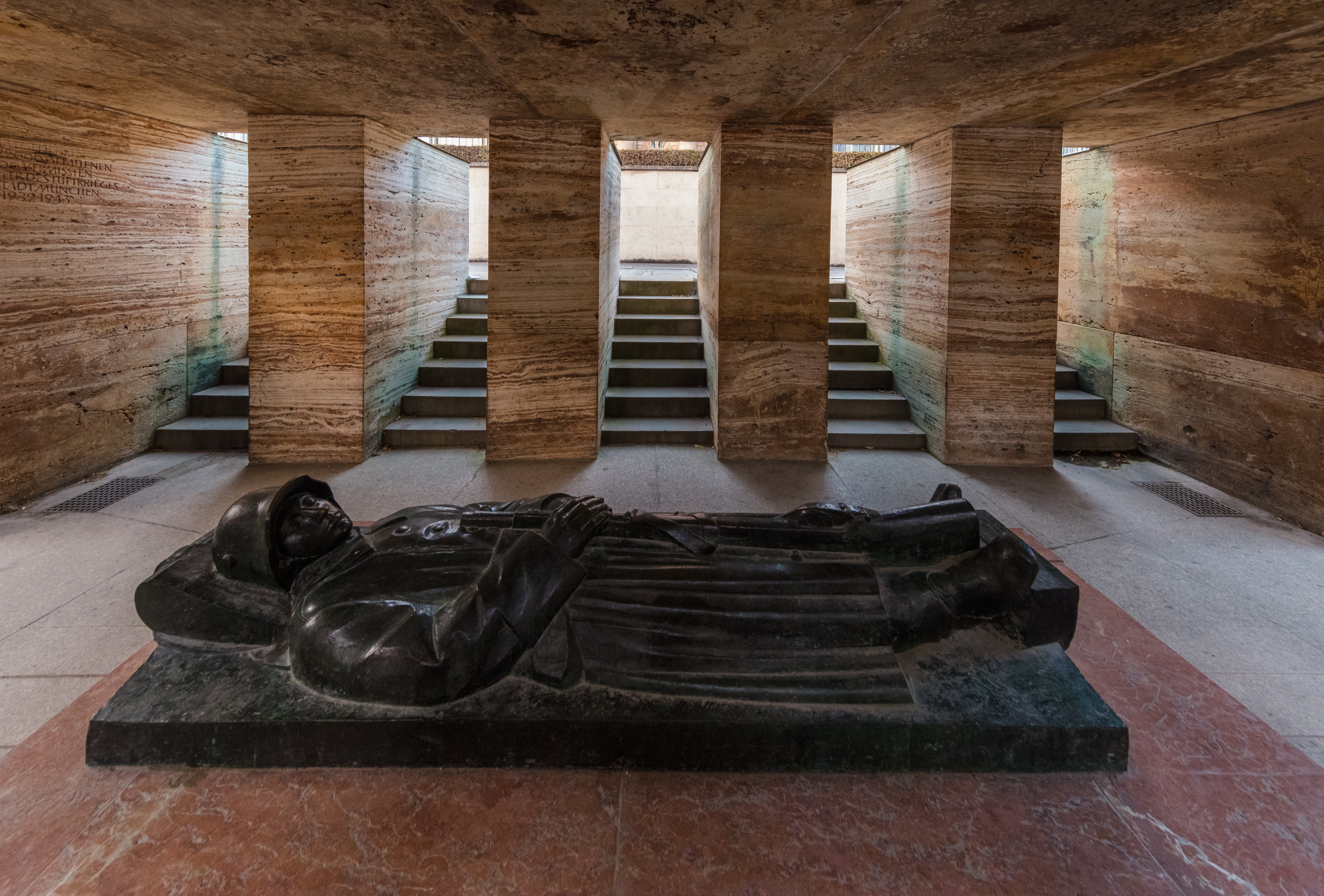
Památník padlých v první světové válce

Od 20. let dvacátého století se na východním konci zahrady Hofgarten nachází památník padlých z první světové války (Münchener Kriegerdenkmal). .

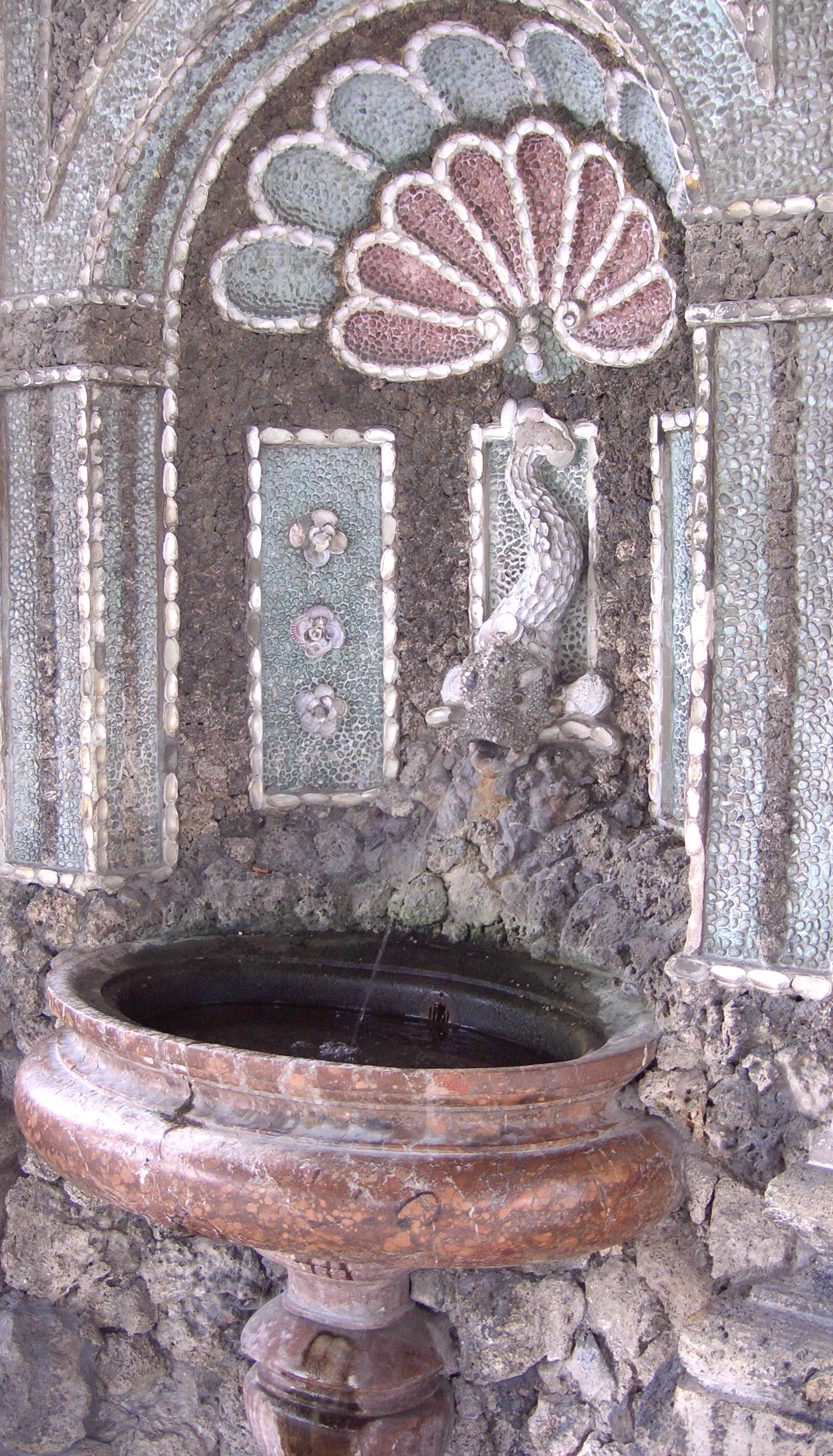
Fontánka ve stěně pavilonu Dianatempel

Uprostřed zahrady je pavilon bohyně Diany (Dianatempel), který vytvořil architekt Heinrich Schön starší (1615). Z osmi arkádových oblouků pavilonu vycházejí příčné cesty dvorní zahradou, které tak určují její strukturu. Charakteristické jsou čtyři fontánky ve stěnách uvnitř pavilonu, zdobené mušlemi, které mimo jiné zmiňuje francouzský prozaik a dramatik, André Gide, ve svém díle Pozemské živiny (Les nourritures terrestres 1897). Střechu pavilonu bohyně Diany zdobí kopie bronzové sochy Tellus Bavarie, patronky Bavorska, od Huberta Gerharda z roku 1623. Originál je nyní součástí bronzové sbírky ve Vierschäftesaal v muzeu (Residenzmuseum) Královské rezidence v Mnichově. Po druhé světové válce, při které byla dvorní zahrada zničena, byl hledán kompromis mezi stylistickými prvky anglické krajinářské zahrady, která zde existovala v polovině 19. století, a původní dispozicí ze 17. století. Zahrada byla nakonec obnovena podle originálních plánů z roku 1853 od bavorského královského zahradníka Carl Effnera, avšak se záhony typickými pro polovinu 19. století.
Od července do listopadu 1937 se v severních arkádách dvorní zahrady konala propagandistická výstava „Degenerované umění“ (Entartete Kunst) pořádaná národními socialisty. Památník z roku 1996 v arkádovém podloubí u vchodu do Bavorského státního kancléřství, připomíná tuto událost jako odpor k nacistické diktatuře.
V 21. století je zahrada otevřená pro veřejnost a je velmi oblíbená mezi obyvateli i turisty. Nejbližší mnichovská stanice podzemní dráhy (U-Bahn) je Odeonsplatz. Nachází se přímo u západního vstupu do zahrady (Hofgartentor).